# Drachenläufer (Film)
Drachenläufer (Originaltitel: The Kite Runner) ist ein US-amerikanisches Filmdrama aus dem Jahr 2007. Regie führte Marc Forster, das Drehbuch schrieb David Benioff basierend auf dem gleichnamigen Roman von Khaled Hosseini über eine Kindheit in Afghanistan, der über acht Millionen Mal in über 34 Ländern verkauft wurde.

## Handlung
Zwei befreundete Jungen, Amir und Hassan, Angehörige unterschiedlicher Bevölkerungsgruppen, wachsen im Kabul der 1970er Jahre auf. Amir, Sohn eines großbürgerlichen Paschtunen, macht sich wegen des Tods seiner Mutter, die bei seiner Geburt starb, schwere Vorwürfe. Hassan, der Sohn des Hausdieners und Angehöriger der Hazara, einer in Afghanistan diskriminierten Ethnie, lässt sich gerne von Amir Geschichten vorlesen. Hassan kann nicht lesen und nicht schreiben, ist aber charakterlich ein durch und durch aufrichtiger Mensch und Amir, den er sehr bewundert, in unerschütterlicher Freundschaft ergeben. Die beiden Jungen genießen das Leben im bürgerlichen Kabul und gewinnen zusammen einen mit Papierdrachen ausgetragenen Wettkampf.
Eines Tages versucht der ältere Assef die beiden Freunde zu verprügeln. Er beschimpft sie als Homosexuelle und Hassan als Nicht-Paschtunen. Hassan vertreibt Assef und seine Freunde mit seiner Zwille. Etwas später wird jedoch Hassan von Assef zusammengeschlagen und vergewaltigt. Amir, der dies heimlich beobachtet, aber zu feige ist, Hassan zu helfen, macht sich nach diesem Vorfall schwere Vorwürfe. Aus Scham über sein Versagen kann er nicht damit umgehen, dass Hassan weiter in seiner Nähe ist, und schiebt Hassan einen fingierten Diebstahl unter, damit dieser aus dem Haus gejagt wird. Hassan gesteht die Tat, obgleich er diese nicht begangen hat, aus Loyalität zu seinem Freund. Amirs Vater verzeiht die angebliche Tat, aber Hassans Vater Ali verlässt das Haus mit seinem Sohn, um der Schande zu entgehen.
Nach der sowjetischen Invasion fliehen Amir und sein Vater nach Pakistan. Später ziehen sie nach Kalifornien, wo Amir das College absolviert. Amir lernt die ebenfalls aus Afghanistan geflohene Soraya, Tochter eines angesehenen afghanischen Generals, kennen und heiratet sie. Kurz nach der Hochzeit verstirbt Amirs Vater. Amirs erstes Buch erscheint.
Im Jahr 2000 wird Amir vom alten Freund seines Vaters Rahim Khan, der ihn seinerzeit zum Schreiben ermuntert hat, gebeten, nach Pakistan zu kommen. Dort eingetroffen, erfährt er von diesem, dass Hassan in Wirklichkeit der Sohn seines (Amirs) Vaters und der Dienerin Sanaubar war. Hassan und seine Frau Farzana wurden von den Taliban getötet und hinterließen einen Sohn, Sohrab. Rahim Khan bittet Amir, nach Kabul zurückzukehren, um Sohrab aus dem Waisenhaus zu holen.
Im von den Gräueln der Taliban-Herrschaft gezeichneten Kabul erfährt Amir, dass Sohrab nicht mehr im Waisenhaus ist, sondern von einem einflussreichen Taliban verschleppt wurde. In dessen Umfeld trifft Amir erneut auf Assef, welcher inzwischen ein Taliban-Funktionär geworden ist und Sohrab als Baccha Baazi missbraucht. Amir fordert die Herausgabe von Sohrab, wird jedoch von Assef brutal verprügelt. Sohrab rettet ihn mit einem Schuss seiner Zwille, woraufhin die beiden mit Hilfe ihres Fahrers, einem Vertrauten Rahim Khans, zurück nach Pakistan fliehen können. Amir nimmt den Jungen zu sich in die Vereinigten Staaten. Sohrab ist in sich zurückgezogen und erst beim Drachensteigen an der kalifornischen Küste schmilzt das Eis zwischen ihm und Amir.

## Kritiken
Frank Scheck schrieb in der Zeitschrift The Hollywood Reporter vom 8. Oktober 2007, der Film sei eine sehr wirkungsvolle und aufrichtige Adaptation der Romanvorlage. Die Beteiligung der Jungdarsteller an der Vergewaltigungsszene habe Kontroversen hervorgerufen. Die technische Seite sei absolut überzeugend – wozu das Drehen der in Afghanistan spielenden Teile der Handlung in China gehöre.
Alissa Simon schrieb in der Zeitschrift Variety vom 5. Oktober 2007, die detailreiche Verfilmung der Romanvorlage sollte genauso wie diese viele Fans gewinnen. Die unbekannten Darsteller würden ein Gefühl der Authentizität verleihen.

## Auszeichnungen
Alberto Iglesias gewann im Jahr 2007 den Satellite Award für die Beste Filmmusik und wurde 2008 sowohl für den Oscar als auch für den Golden Globe nominiert.
Weiterhin wurde der Film bei den Golden Globes als Bester fremdsprachiger Film nominiert.
Die Deutsche Film- und Medienbewertung FBW verlieh dem Film das Prädikat besonders wertvoll.

## Hintergründe
Der Film wurde in verschiedenen Orten in Kalifornien und in Kaschgar, Uigurisches Autonomes Gebiet Xinjiang der Volksrepublik China, gedreht. Seine Produktionskosten betrugen schätzungsweise 20 Millionen US-Dollar. Die Weltpremiere fand am 5. Oktober 2007 auf dem Scottsdale International Film Festival statt, am 14. Oktober 2007 wurde der Film auf dem Mill Valley Film Festival gezeigt. Die Vorführungen in den ausgewählten Kinos der USA begannen am 14. Dezember 2007. In deutschen Kinos startete der Film am 17. Januar 2008.
In Afghanistan wurden Ausstrahlung und Vertrieb des Films Mitte Januar 2008 vom Informations- und Kulturministerium verboten; „einige Szenen“ [des Films] seien „fragwürdig“ und „nicht akzeptabel“ und würden „Unruhe in der Bevölkerung stiften“.

### DVD-Veröffentlichung
| Veröffentlichung | Bildformat | Tonformat         | Sprachen                    | Bonusmaterial |
| ---------------- | ---------- | ----------------- | --------------------------- | --- |
| 12.07.07         | 16:9       | Dolby Digital 5.1 | Deutsch, Türkisch, Englisch | Kommentar von Marc Forster, Khaled Hosseini und David Benioff, Worte aus dem Drachenläufer, Bilder aus dem Drachenläufer, Original Kinotrailer |